# Pseudobagarius inermis
Pseudobagarius inermis är en fiskart som först beskrevs av Ng och Maurice Kottelat 2000.  Pseudobagarius inermis ingår i släktet Pseudobagarius och familjen Akysidae. IUCN kategoriserar arten globalt som otillräckligt studerad. Inga underarter finns listade i Catalogue of Life.